# Medani (Cluwak)
Medani is een bestuurslaag in het regentschap Pati van de provincie Midden-Java, Indonesië. Medani telt 1737 inwoners (volkstelling 2010).